# Kanadische Badmintonmeisterschaft 1994
Die Kanadische Badmintonmeisterschaft 1994 fand vom 6. bis zum 8. Mai 1994 in Québec statt.

## Sieger und Finalisten
| Disziplin    | Gold                              | Silber                    |
| ------------ | --------------------------------- | ------------------------- |
| Herreneinzel | Wen Wang                          | Iain Sydie                |
| Dameneinzel  | Denyse Julien                     | Doris Piché               |
| Herrendoppel | Mike Bitten Bryan Blanshard       | Brent Olynyk Darryl Yung  |
| Damendoppel  | Milaine Cloutier Robbyn Hermitage | Doris Piché Claire Sharpe |
| Mixed        | Bryan Blanshard Denyse Julien     | Darryl Yung Moira Ong     |